# Diecezja Mondoñedo-Ferrol
Diecezja Mondoñedo-Ferrol (łac. Dioecesis Mindoniensis-Ferrolensis) – diecezja Kościoła rzymskokatolickiego w Hiszpanii. Należy do metropolii Santiago de Compostela. Została erygowana w 1114 jako diecezja Mondoñedo. 9 marca 1959 zmieniono jej nazwę na dwuczłonową.

## Biskupi
- Biskup diecezjalny: Fernando García Cadiñanos